# Еврика
Еврика (от старогръцки: εὕρηκα, на гръцки: εύρηκα) е гръцки израз, означаващ ', „Открих го!“.
Известността на думата се дължи на една от легендите, написани от Плутарх и Витрувий, според която Архимед е тичал гол по улиците и е крещял с цяло гърло „Еврика!“, след като е открил във ваната си Закона на Архимед. Подир тази случка „еврика“ се използва, като радостен израз на открито решение на някаква сложна (по принцип умствена) задача и се смята за синоним на ненадейно хрумване.
„Еврика“ се използва и от известния математик Карл Фридрих Гаус. Когато през 1796 г. открива, че всяко цяло положително число може да се представи като сума от три триъгълни числа, написва следния ред в своята тетрадка: "ΕΥΡΗΚΑ! num= Δ + Δ + Δ".
Думата е мотото на щата Калифорния, САЩ и е изписан на калифорнийския печат.
Едгар Алън По използва думата за заглавие на едно от своите есета – „Еврика: Прозаична поема“, в което писателят описва интуитивната си концепция за същността на вселената.